# Русификация Беларуси

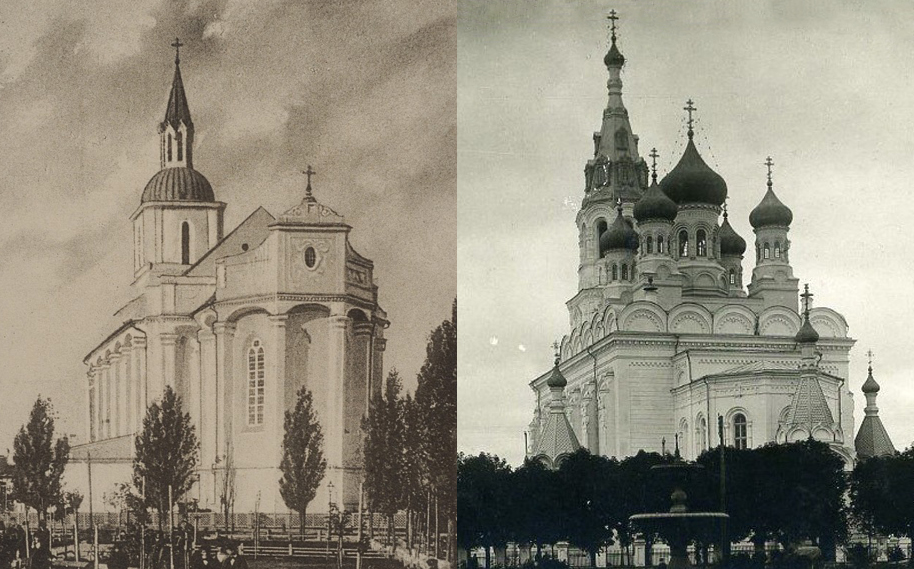
Пример русификации в XIX веке. Перестроенная церковь Фара Витовта в Гродно (не сохранилась)

Русифика́ция Белару́си (классич. бел. и бел. русіфікацыя Беларусі) — совокупность мер, направленных на распространение русского языка и русской культуры на территории Беларуси. Проводилась властями Российской империи, в то время была направлена на укрепление позиций православия и русского языка и на ослабление установившегося за предыдущие столетия господства польской культуры и католической церкви. Согласно терминологии того времени, русификация означала укрепление локальной культуры всех трёх ветвей «общерусского народа», при этом основным литературным стандартом считался русский язык, тогда как белорусский язык рассматривался как его наречие, на котором также издавалась литература. Также этот термин включает в себя политику советской власти по продвижению русского языка на территории Белорусской ССР, сменившую политику белорусизации 1920-х годов. Курс на резкую русификацию проводился с начала 1960-х годов, уже после осуждения сталинизма, с установкой на формирование единой советской нации. Такие смены политики были характерны не только для Беларуси, но также, например, для Украины.

## В Российской империи

### Предыстория
|                                                             |  | |  |
| Белорусский язык в Российской империи по переписи 1897 года |  | Языки Российской империи по переписи 1897 года (уезды и города с преобладанием белорусскоязычного населения светло-жёлтым) |  |

В конце XVII века западнорусский язык, бывший ранее официальным языком Великого княжества Литовского, был окончательно вытеснен польским. Польский язык стал основным письменным языком Великого княжества Литовского: он использовался в центральном и местном делопроизводстве, культуре, науке, образовании, католической церкви, был основным средством общения большей части шляхты, а в качестве второго языка в той или иной степени им владело большинство горожан и значительная часть крестьян. В устном общении в это время получило широкое распространение белорусско-польское двуязычие.
К концу XVIII века большая часть шляхты Великого княжества Литовского и значительная часть горожан были польскоязычными, но 90 % населения белорусских земель составляли сельские жители, сохранявшие в своей массе свой родной язык. 80 % из них составляли униаты. Униатский же клир был скорее польскоязычным. Помимо поляков, которые представляли собой отдельное этническое и языковое единство, оставалась основная масса населения, исповедовавшего униатство и не имевшего чёткого этнического и языкового самосознания. Жители называли себя либо по регионам (полочане, минчане, полещуки и др.), либо чаще «простыми» людьми.
Перепись 1897 года выявила преобладание белорусского языка практически на всей территории современной Республики Беларусь, за исключением территорий Брестского и Кобринского уездов, в которых преобладал украинский язык. Белорусскоязычные также являлись самой многочисленной языковой группой в Суражском, Краснинском, Велижском и Невельском уездах, территории которых сегодня являются частью России, Виленском уезде, территории которого сегодня являются частью Литвы, и Сокольском уезде, территории которого сегодня являются частью Польши.

### Реформы в образовании, делопроизводстве и судопроизводстве
28 мая 1772 года, сразу после первого раздела Речи Посполитой, императрица Екатерина II подписала указ, согласно которому все губернаторы бывших польских губерний были обязаны составлять свои приговоры, решения и приказы на русском языке, а не на польском. 8 мая 1773 года Екатерина II подписала очередной указ «О учреждении в Белорусских губерниях губернских и провинциальных земских судов», где было ещё раз отмечено обязательное использование в делопроизводстве исключительно русского языка.
Екатерина II стремилась инкорпорировать присоединенные земли с другими частями империи, но делала это осторожно и постепенно. После разгрома восстания Костюшко эта политика проводилась более упорно и настойчиво. Кроме делопроизводства, школьное обучение также было переведено с польского на русский язык.
Императоры Павел I и Александр I не принимали значимых антипольских русификационных мер, в связи с чем польское влияние на белорусских землях быстро восстановилось и к концу первой четверти XIX века превышало русское. В 1803 году, в процессе проведения реформы образования, был образован Виленский образовательный округ, в состав которого входили современные Литва, Белоруссия и правобережная Украина. Во главе его был поставлен польский патриот князь Адам Чарторыйский. В результате основным языком обучения остался польский. Русский преподавали только по желанию учащихся.

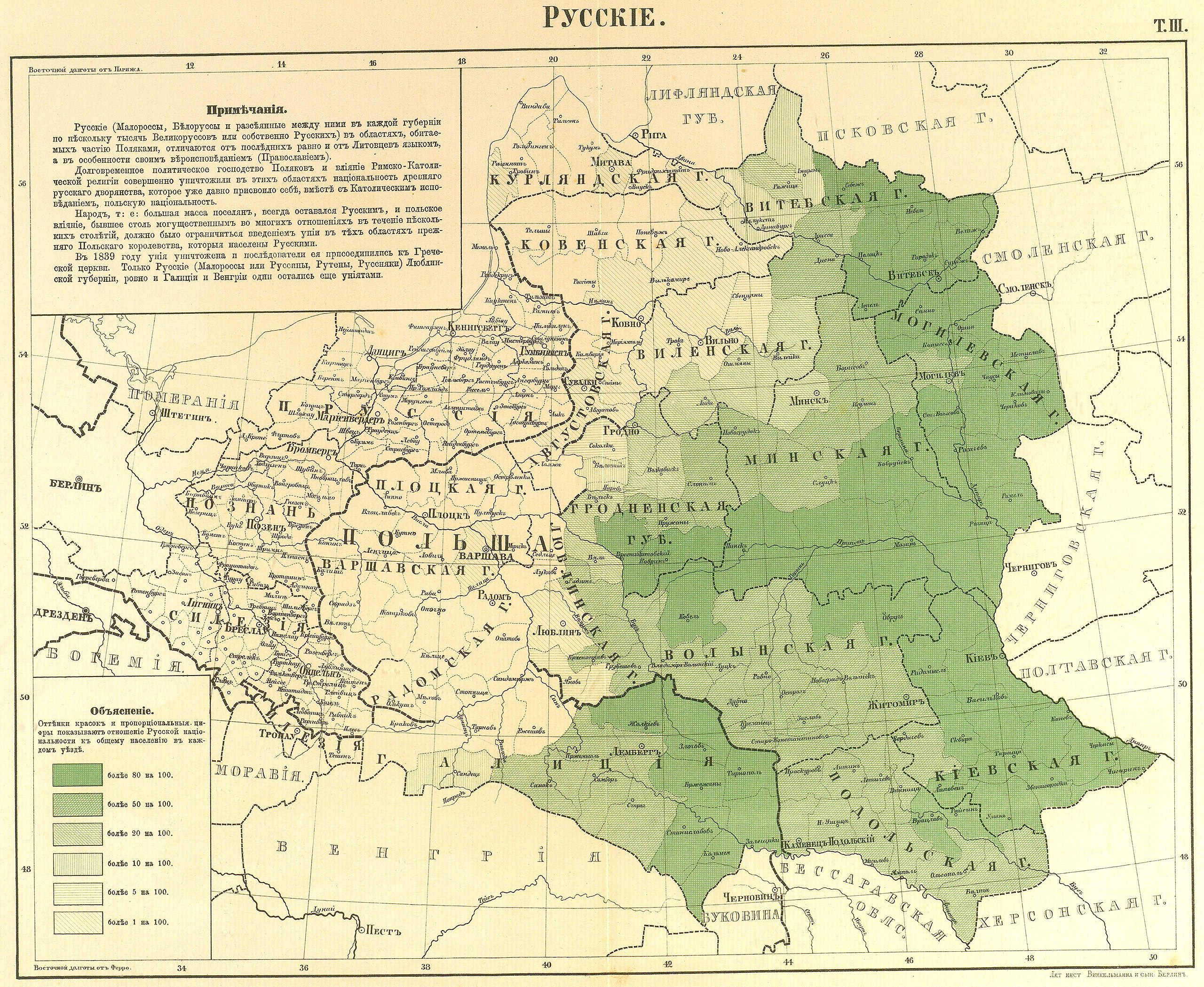
Этнографический атлас западно-русских губерний 1863 год. Р. Эркерт

После Польского восстания 1830 года российское правительство начало предпринимать решительные действия, направленные на распространение русского языка.
16 сентября 1831 года был создан специальный «Западный комитет», задачей которого являлась «уравнять Западный край во всех отношениях с внутренними великорусскими губерниями». Министр внутренних дел Российской империи Пётр Валуев подготовил для Комитета специальный «Очерк о средствах обрусения Западного края».
В 1832 году был закрыт Виленский университет, основанный российским правительством в 1803 году на базе Главной виленской школы, осуществлялись попытки уничтожить польскую систему народного образования. На базе Виленского университета в 1833 году был создан Киевский Императорский университет св. Владимира. Политика Николая I была направлена на возвращение более усиленной русификации и унификации земель. Одновременно с этим были закрыты униатские и базилианские школы, способствующие сохранению польской и белорусской культуры. Усилился контроль над образованием со стороны Русской православной церкви. Кроме того, были высланы многие польскоязычные учителя, на их место направлялись выходцы из центральных российских губерний. Административной ликвидации униатской церкви предшествовала кампания сближения униатских обрядов с православными, руководимая епископом Литовским Иосифом Семашко. В 1839 году на соборе в Полоцке решения Брестского собора были аннулированы: 1607 униатских приходов и более 1 млн 600 тыс. человек перешли в юрисдикцию Православной российской церкви. Единственной униатской епархией в Российской империи оставалась Холмская епархия, которая была обращена в православную в 1875 году.
В 1836 году польский язык был запрещён в школах Витебской и Могилёвской губерний, а через 5 лет — и в остальных белорусских губерниях. 25 июня 1840 года Николай I издал указ, согласно которому все дела как по правительственной, так и по судебной части, не исключая дел дворянских и депутатских собраний, а также вообще все акты, какого бы рода и наименования они не были, осуществляются в соответствии с законами Российской империи, а действие Третьего статута Великого княжества Литовского прекращено. 18 июля 1840 года Николай I лично запретил употреблять термин «губернии Белорусские и Литовские» и повелел именовать их впредь Витебской, Могилёвской, Виленской и Гродненской. В частности, на подпись Императору был подан документ, содержащий название «губернии Белорусские и Литовские». На полях этого документа император приписал (цитата дословно из Закона от 18.07.1840): «Правила сего держаться и впредь, никогда иначе не прописывая, как по именно губернии». В таком виде документ был разослан в качестве нормативного в губернские правления. Этот факт часто рассматривают как свидетельство антибелорусской политики российских властей, однако указ касался фактически лишь переименования административных единиц в составе Империи. Вне официальных же бумаг выражения «белорусы» или «белорусское наречие» продолжали употребляться. К примеру, в 1855 году в типографии третьего отделения Собственной Его Императорского Величества канцелярии Михаил Без-Корнилович издал книгу «Исторические сведения о примечательнейших местах в Белоруссии с присовокуплением и других сведений к ней относящихся». Официально стал использоваться термин «Северо-Западный край». Но несмотря на все эти меры, польский язык по-прежнему занимал ведущее положение в белорусских губерниях.

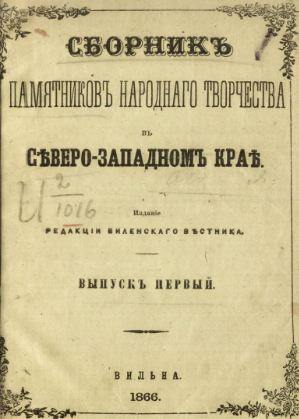
Обложка «Сборника памятников народного творчества в Северо-Западном крае», изданного в 1866 году

В первые годы правления Александра II были сделаны определённые послабления в русификаторских процессах, но политика унификации и интеграции западных губерний с другими территориями Российской империи всё ещё продолжалась. Согласно официально принятой в Российской империи концепции триединого русского народа под русификацией понималась в том числе и поддержка местной белорусской культуры для ослабления доминирующей польской. Понятия «русский» и «русификация» не противопоставлялись местной культуре, а включали её в себя как одну из составляющих. В то же время русский язык рассматривался как наиболее развитый литературный стандарт, органичный для всей территории исторической Руси.
В своих письмах с виселицы, написанных в 1864 году, Кастусь Калиновский пояснил, что:

Если польский ронд даёт всем братским народам самопомощь, москаль не только этого не делает, но даже там, где жили поляки, литовцы и белорусы, он открывает москальские школы, и в этих школах преподают на москальском, где вы никогда не услышите слово по-польски, по-литовски и по-белорусски, как люди хотят, и в эти школы с другого конца света посылают москалей, которые только умеют воровать, отрывать людей, служить за деньги плохим дело насмешливых людей.

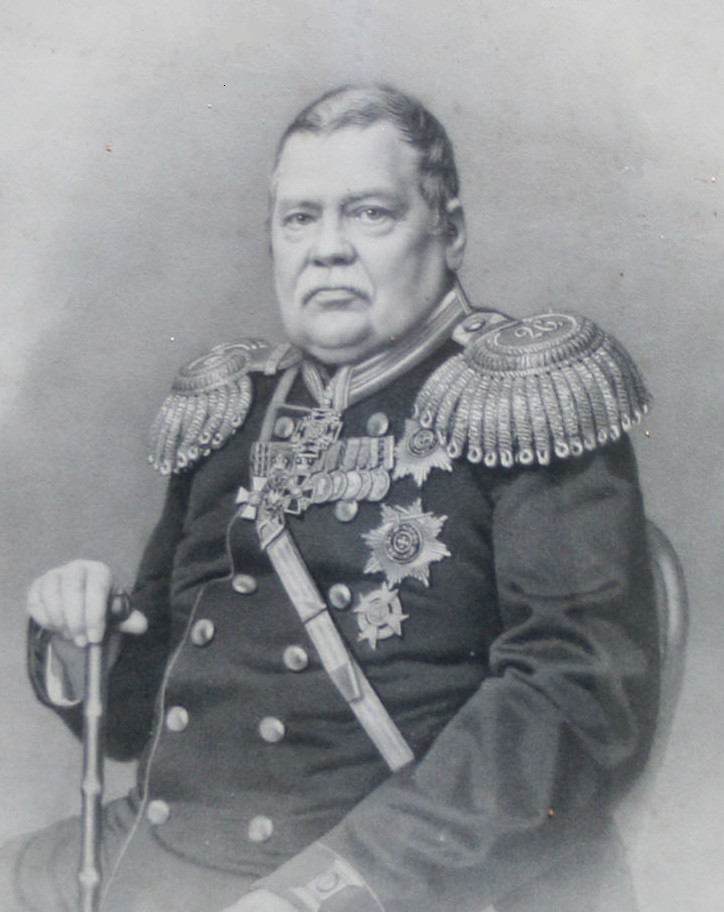
Граф Михаил Николаевич Муравьёв

После подавления польского восстания 1863—1864 годов процесс русификации был активизирован М. Н. Муравьёвым, видевшим в русификации средство нейтрализации напряжённости в Северо-Западном крае. Особое внимание М. Н. Муравьёв уделял русификации образования. По мнению Муравьёва, «необходимо всем и постоянно разъяснить, что край Северо-Западный всегда был и есть русский и что польский элемент есть временный, заброшенный в эпоху польского владычества». Из-за участия студентов в польском восстании в 1863 году власти закрыли и перевели в Петербург единственное высшее учебное заведение в Белоруссии — Горы-Горецкий земледельческий институт, основанный по решению российского правительства в 1840 году (восстановлен в Горках в 1919 году). В белорусских деревнях было открыто большое количество начальных церковно-приходских школ, образование в которых имело подчёркнуто религиозно-русификаторскую направленность. Для подготовки местных учителей был открыт ряд учительских семинарий (первая в Российской империи учительская семинария была открыта в 1864 году в Молодечно).
Муравьёв также пригласил в Вильну представителя консервативного направления в западнорусизме Ксенофонта Говорского и содействовал переносу его киевского издания «Вестник Юго-Западной и Западной России» под новым названием «Вестник Западной России». Однако, даже несмотря на введение обязательной подписки на журнал для духовенства и чиновников, он не пользовался популярностью, и в 1871 году был ликвидирован. 29 апреля 1864 года начала работу Виленская археографическая комиссия, перед которой ставились следующие политические задачи: «а) доказать фактически, что Западный край никогда не был счастлив под польским правительством; б) что цивилизация Польши, а с нею и Западного края далеко отставала от той степени совершенства, на которую ставили её поляки; в) что только под русским правительством Западный край забыл свои страдания, исцелил прежние раны и начал своё историко-политическое существование».
На западнорусских землях, особенно в городах, появилось много переселенцев из других областей Российского государства. Польский язык постепенно начал уступать свои позиции литературному русскому языку. Вместе с борьбой с польским влиянием российское правительство развивало и систему русскоязычного образования. С 1860 по 1881 год количество школ увеличилось в 3,8 раз (с 576 до 2185). Уровень грамотности был выше, чем в остальных частях России: 32 % (среди людей от 9 до 49 лет) в 1897 году по сравнению с 27,9 % на Украине и 29,6 % в великорусских губерниях.
Публицист Солоневич И. Л. так оценивал политику графа Муравьёва:

Край, сравнительно недавно присоединенный к империи и населенный русским мужиком. Кроме мужика, русского там не было ничего. Наше белорусское дворянство очень легко продало и веру своих отцов, и язык своего народа, и интересы России. Тышкевичи, Мицкевичи и Сенкевичи — они все примерно такие же белорусы, как и я. Но они продались. Народ остался без правящего слоя. Без интеллигенции, без буржуазии, без аристократии, даже без пролетариата и без ремесленников. Выход в культурные верхи был начисто заперт польским дворянством. Граф Муравьёв не только вешал. Он раскрыл белорусскому мужику дорогу хотя бы в низшие слои интеллигенции.
Стараниями попечителя Виленского учебного округа (1864—1868) И. П. Корнилова при поддержке генерал-губернатора М. Н. Муравьева на нужды народного образования были выделены 25 000 руб. из общей суммы 10%-сбора с участвовавших в польском восстании помещиков. Циркуляром от 1 января 1864 г. Муравьев предписал руководству уездов, полиции и мировым посредникам наблюдать за случаями «неразрешённого обучения». Без разрешения администрации не допускались к преподаванию ксендзы и обучение на польском языке. Католикам Закон Божий преподавался отдельно и на «местном наречии».
Кроме поляков и белорусов, учащимися являлись и евреи. К 1882 в средних учебных заведениях округа занималось 1703 еврея, что в среднем составляло 25 % от общего количества учащихся. В Ковенской гимназии количество евреев достигало 44 %.
В начале XX века не было ни одной школы, с преподаванием на белорусском языке.
Таким образом, со времени присоединения белорусских земель к Российскому государству языковая ситуация на этих землях существенным образом изменилась. Если до середины XIX века практически единственным литературным и письменным языком был польский, то с 30-х годов его начал вытеснять русский литературный язык (до 60-х годов без особых успехов), а к концу XIX века для большинства жителей края была характерна ситуация диглоссии: белорусские диалекты (бытовая сфера, фольклорная литература) / русский литературный язык (основный письменный язык, язык администрации, школы, государства).
В конце XIX — начале XX веков термин «белорусы» начал вытеснять местные этнонимы жителей северозападнорусских земель, некогда входивших в состав Великого княжества Литовского. Одновременно господствовало самоопределение по религиозному принципу: православное население называло себя русскими, а католики — поляками или просто католиками. Бытовали названия «литвины», «полещуки», «пинчуки» и другие экзоэтнонимы. Массово встречалось неотождествление себя ни с одним известным этносом, что проявлялось в выражении «тутэйшы» и «проста мова».

### Религиозные реформы
В 1787 году Екатерина II постановила, что печатать духовные книги в Российской империи могут только типографии, подчинённые Синоду, и деятельность греко-католических типографий прекратилась.
В 1839 году на Полоцком соборе был завершён процесс ликвидации униатской церкви на территории Российской империи (униаты составляли около 80 % белорусских христиан). На соборе провозглашалось единство с православной церковью, участники собора просили Николая I содействовать скорейшему присоединению униатов к православию.

### Изучение белорусского языка в Российской империи

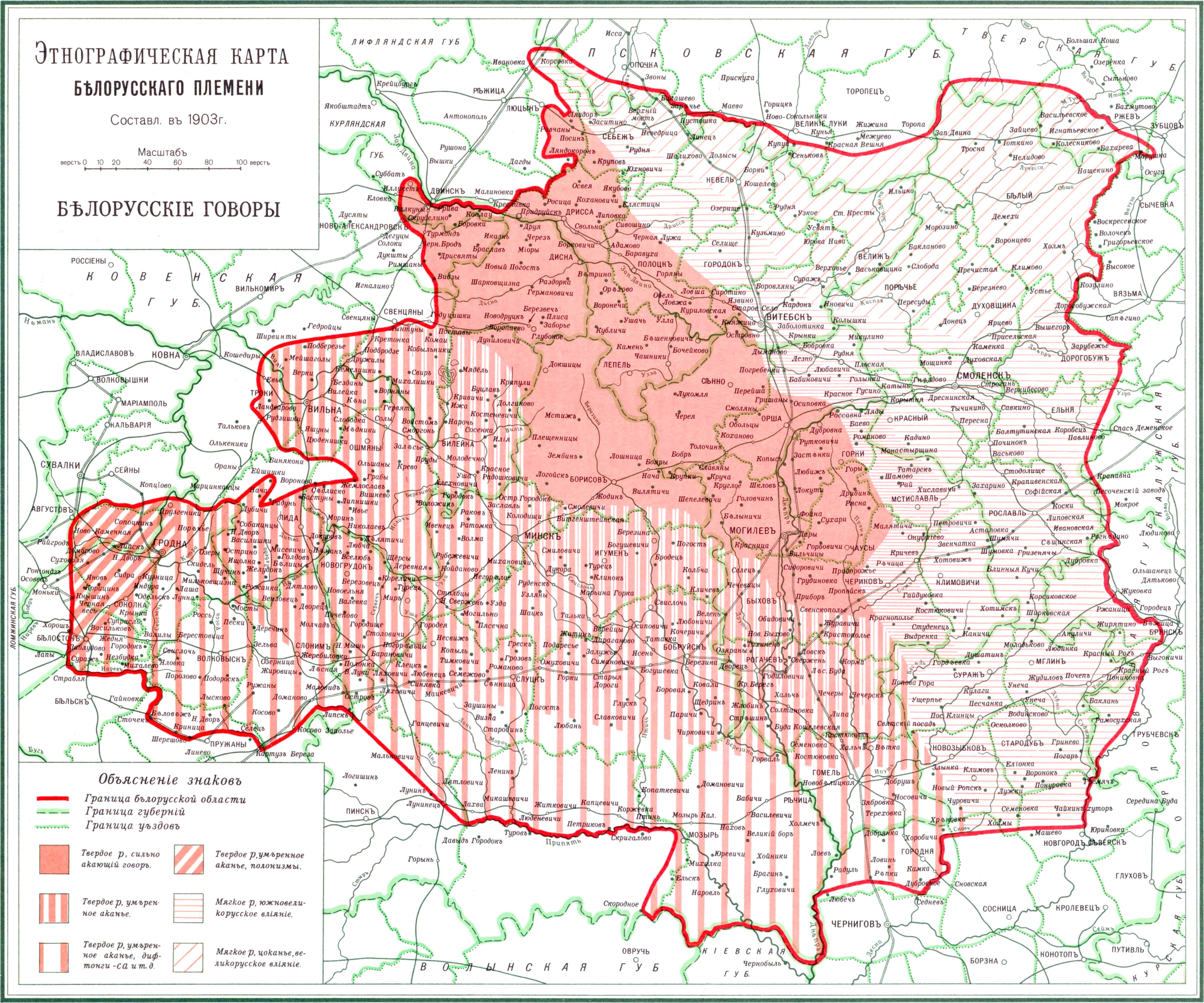
Этнографическая карта Е. Ф. Карского, 1903. Автор отнёс территории Западного Полесья к области распространения малороссийского наречья (украинского языка), но включил в область распространения белорусских говоров значительные территории современных Польши, Литвы, Латвии, России и Украины.

Интерес к изучению языка местного населения начал проявляться в научной среде в конце XIX века. И. Срезневский и А. Потебня считали белорусские говоры частью южнорусского наречия, А. Огановский называл их диалектом украинского языка. Большинство исследователей довольно скептично тогда относились к перспективам социализации белорусского языка. Как писал известный этнограф и собиратель белорусского фольклора П. А. Бессонов: «Белорусский устный народный говор никогда не будет языком литературным, письменным и книжным».
Первым учёным, основательно подошедшим к изучению белорусских говоров, был Е. Ф. Карский, считающийся основателем белорусского языкознания. На основе своих многолетних исследований он опубликовал в 1903—1922 годах трёхтомный труд «Белоруссы», в первый том которого поместил составленную им «Этнографическую карту белорусского племени. Белорусские говоры».

### Развитие белорусской литературы в Российской империи
В результате политики польских властей, в течение XVIII века прежняя литературная традиция на территории Беларуси была практически полностью забыта. Общебелорусского литературного языка в начале 1860-х годов ещё не было. В системе разговорного языка существовало несколько разговорных наречий. Из письма (28 февраля 1864 года) архиепископа Минского Михаила Голубовича: «В состав Белоруссии входят губернии: Витебская, Могилевская, часть Виленской, Минская и Гродненская. В двух первых замечаются поднаречия, именно: на окраинах, смежных с внутренними губерниями, простонародный говор приближается к русскому. В Минской губернии, в частности Речицкого уезда и Мозырском говорят полумалороссийским, а в Пинском ― полесским, то есть грубым малороссийским наречием. В Гродненской губернии в уездах Брестском, Кобринском, Пружанском и Бельском говорят по-малороссийски, в Гродненском, по-над рекою Неманом по-литовски, в Сокольском же и Белостокском уездах поселенцы мазуры говорят польским жаргоном. При таком разнообразии наречий, которому дать преимущество для перевода оной проповеди? Выбор трудно сделать и потому, что говорящие по-малороссийски не терпят белорусского языка и наоборот».
Письменный белорусский язык начал заново развиваться на основе сельских диалектов уже после присоединения Беларуси к Российской империи. Сложение нормативной грамматики белорусского письменного языка относится к 1860-м―1910-м годам.
В первой половине XIX века основным языком литературы на территории Беларуси оставался польский язык. Поэтому первые попытки литературной обработки белорусских диалектов встречались преимущественно в среде белорусских писателей и поэтов, которые писали по-польски и, как правило, были католиками. В основном это были небольшие анонимные произведения. Язык этих произведений характеризуется сильным диалектным варьированием. Распространялись они устным путём и в рукописях, так как в польских и русских журналах не печатали на диалектах.
После польского восстания, в 1863—1888 годах российская цензура не пропустила ни одно издание на белорусском языке. До 1860-х годов для белорусских изданий использовалась только латиница («лацінка»), преимущественно в польском варианте, иногда с добавлением некоторых букв. Главное цензурное управление не разрешало «использование польского алфавита для печатания произведений на белорусском диалекте». Полностью ограничения были сняты в 1905 году. В конце XIX века латиницу постепенно начинает вытеснять гражданский шрифт. Причем орфография могла как полностью совпадать с русской, так и значительно от неё отличаться, приближаясь порой к фонетическому принципу передачи слов.
В конце XIX века в белорусской литературе появилось немало новых имен: Ф. К. Богушевич (произведения с 1891 года), А. Гуринович, Я. Лучина, уже в начале XX века — Я. Купала (с 1905), М. А. Богданович (с 1907), Я. Колас (с 1909), А. С. Пашкевич (Тётка, с 1914). Активно проникать в печать белорусские произведения начали после 1905 года. Если в XIX веке на разных белорусских диалектах вышло 75 книг, то с 1901 по 1916 год — 245 книг. По-белорусски печаталось несколько журналов и газет (Наша доля, Наша нива, Раница и другие).

## Языковая политика Польской Республики в Западной Белоруссии

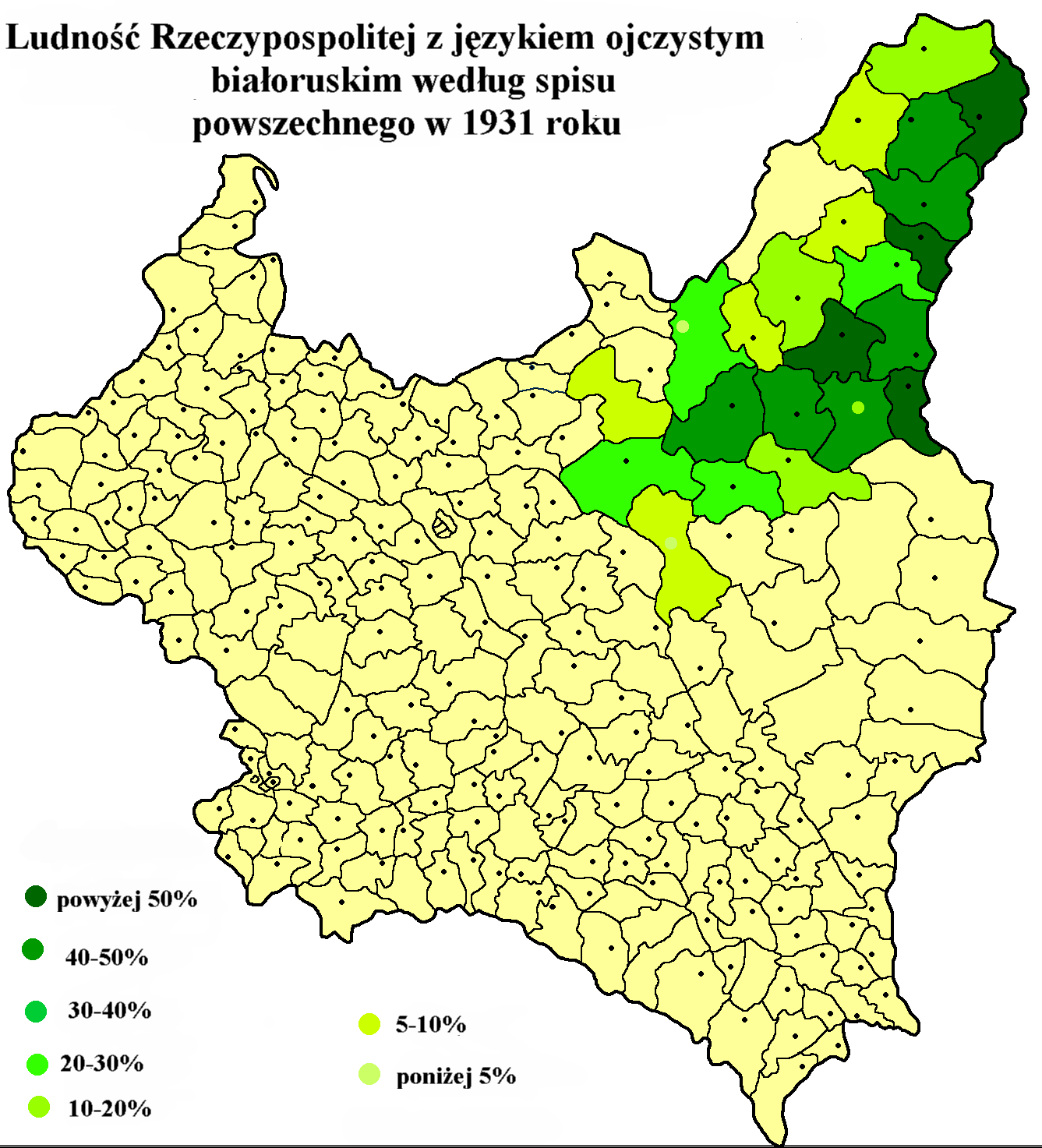
Белорусский язык в Польской Республике по переписи 1931 года (без указавших родным языком «тутэйший»)

Первоначальная политика польских властей была благоприятна по отношению к белорусскому меньшинству, несмотря на то, что единственным литературным языком, который допускался на западнобелорусских землях, был русский. В 1921 году было открыто более 400 белорусских начальных школ, 7 полных школ и 3 преподавательские семинарии. Но уже к 1924 году власти закрыли 400 белорусских школ, начали расселять на территории Белоруссии поляков и запрещать белорусские издания. Согласно официальным переписям, в 1921 году белорусов было 1036 тыс. и 39 тыс. «тутэйших», а в 1931 было учтено 990 тыс. белорусов, а в Полесском воеводстве (примерно соответствующем современной Брестской области) было учтено 707 тыс. «тутэйших».
Было закрыто 140 православных церквей. В 100-километровой полосе вдоль советской границы православное население принуждали переходить в католичество под угрозой высылки. В 1938 году вышел президентский указ «Об отношении государства к Польской автокефальной православной церкви». Православным гражданам Польши было отказано в праве приобретать землю.
В сентябре 1939 года советские войска перешли восточную польскую границу и заняли территорию западных Белоруссии и Украины. 1 ноября 1939 г. Виленский край (7 120 км². с 457 тыс. жителей) был передан Советским Союзом в состав Литвы, которая ещё не была в составе СССР.

## Языковая политика Советской власти после 1917 года

### Языковая политика в БССР в 1920—1933 годах. Белорусизация
В 1920-е годы в БССР проводилась белорусизация — предпринимались меры по расширению употребления белорусского языка в общественно-политической и культурной жизни. Это происходило с одновременным расширением территории БССР. В 1924 году БССР были переданы земли будущих Могилёвской и Витебской областей, а в 1926 — Гомельский и Речицкий округа. Большинство начальных школ перешло на белорусский язык обучения. Постепенно он вводился и в высшие учебные заведения. Декрет 1924 г. объявил равноправие четырёх основных языков республики: белорусского, русского, идиш и польского.

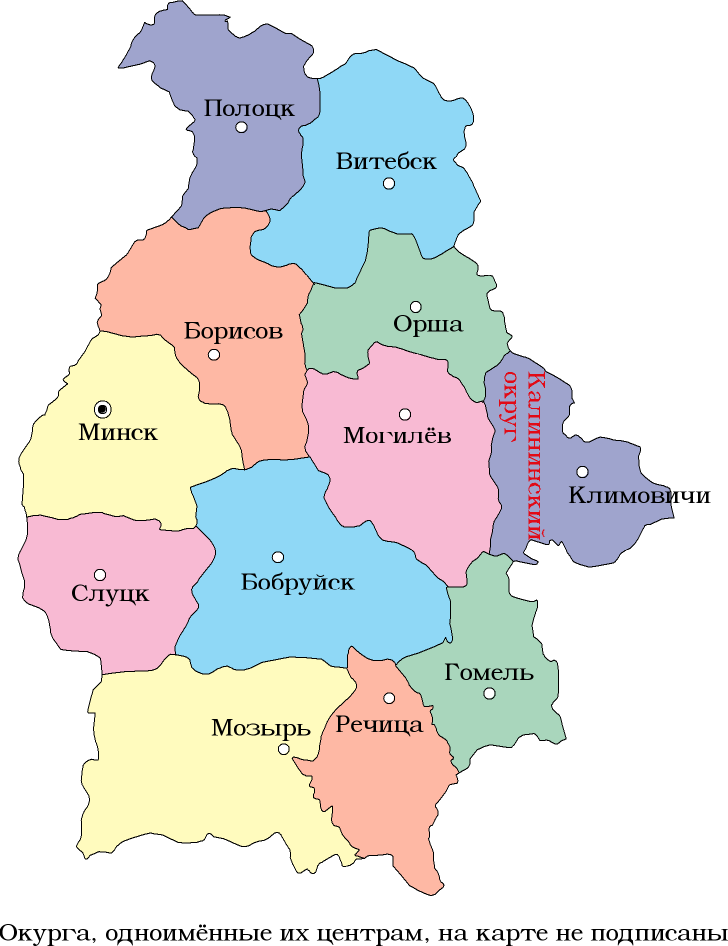
Карта округов Белорусской ССР в 1926 году

По результатам переписи 1926 года в БССР проживало 80,6 % белорусов, 8,2 % евреев, 7,7 % русских и 2 % поляков. При этом 67 % назвали своим родным языком белорусский, 23,5 % — русский, 7,5 % — идиш, и около 1 % — польский. В городах соотношение было иным: 40,2 % горожан составляли евреи, затем шли белорусы (39 %) и русские (15,6 %). Для 19 % горожан белорусский был родным языком. Преимущественно белорусскоязычными являлись Минский, Слуцкий, Борисовский, Мозырский, Бобруйский, Полоцкий, Витебский, Оршанский, Могилёвский и Калининский округа, преимущественно русскоязычными — Речицкий и Гомельский округа (при этом белорусы в них были самой крупной этнической группой).
В статье 22 Конституции БССР 1927 года белорусский язык был объявлен основным для государственных, профессиональных и общественных заведений и организаций. Начинается активная белорусизация всех сфер жизни: развитие печати на белорусском языке, открытие школ, специальных и высших учебных заведений, перевод на белорусский язык государственных, партийных, профсоюзных и прочих общественных организаций. Одновременно процентное соотношение основных языков в школах несколько отличалось от результатов переписи. Так, школы с основным русским языком в 1926/27 учебном году составляли менее 1 %, при том, что белорусских было 92 %, а польских и еврейских соответственно 2,6 % и 4 %. В то же время количество белорусских школ среди наиболее высоких по статусу семилетних школ тогда же составляло 67 % (по другим данным, 57 %), а в Белорусском государственном университете (единственном в БССР) лишь 31 % предметов преподавался на белорусском языке.
Аналогичные процессы происходили и на смежных с Белорусской ССР территориях РСФСР. Так в середине 30-х годов только в Смоленской области РСФСР было 99 белорусских школ с числом обучающихся св. 10 тыс. человек (см. также: Белорусизация в Смоленской губернии).

### Языковая политика в 1933—1989 годах
С конца 1920-х — начала 1930-х годов в Советском Союзе наметились тенденции по сближению народов СССР. В соответствии с официальной доктриной основой такого сближения рассматривался русский этнос, язык и культура. Сталин считал, что по мере того, как будет складываться единое мировое социалистическое хозяйство, «начнёт складываться нечто вроде общего языка, ибо только на этом этапе почувствуют нации необходимость иметь наряду со своими национальными языками один общий межнациональный язык…»; кроме того, Сталин считал право на самоопределение «правом устроить свою жизнь на началах автономии», правом на федерацию и правом на отделение, что критиковал Ленин, настаивая, что «неправильно было бы под правом на самоопределение понимать что-либо иное кроме права на отдельное государственное существование»; свою роль в русификации сыграл и сталинский террор. Тем не менее, Сталин также утверждал, что «массы народа могут преуспевать в деле <…> развития только на родном, на национальном языке», и, как видно из изложенного ниже, даже послевоенный сталинизм, по крайней мере формально, поддерживал доминирование национальных языков в печати и среднем и начальном образовании национальных республик, а наиболее интенсивная русификация приходится на 1960—70-е годы.
Кандидат филологических наук И. Климов пишет:

Большевистское государство, которое впервые в истории осуществляло эксперимент по созданию нового общества и нового человека, рассматривало и язык как объект специальных манипуляций, направленных на достижение определённых, совсем не лингвистических целей. Важным направлением таких манипуляций с 1930 года было закрепление русского влияния в нормах литературных языков других народов СССР. Это повышало культурную гомогенность [однородность] среди народов советской империи, приглушало их устремления к сепаратизму, способствовало их культурной и языковой ассимиляции.
В годы массовых репрессий (1937—1938 годов) по ложным обвинениям (в шпионской деятельности, участии в так называемой «национал-демократической партии», подготовке создания буржуазного белорусского государства и др.) было репрессировано большое количество белорусских учёных, интеллигентов и литераторов. Как свидетельствовали белорусские эмигранты на Западе, люди в городах зачастую избегали публично употреблять белорусский язык, дабы не быть заподозренными в «буржуазном национализме». С начала 1930-х появилось понятие большого процесса — суда против группы врагов народа — сотен, а то и тысяч человек сразу: так, в то время как в РСФСР появлялись сфабрикованные дела о «контрреволюционерах» и «троцкистах», в национальных республиках фабриковались дела о «буржуазных националистах», такие как дело «Союза освобождения Белоруссии». Согласно официальному сайту Республики Беларусь, более 86 000 белорусов пострадали от политических репрессий, а около 28 000 были расстреляны в урочище Куропаты под Минском; число захороненных жертв озвучивалось от менее 7000 до более 250 тысяч, причём властями РБ также ставились под сомнение масштабы причастности НКВД к этим жертвам. В ходе массовых расстрелов, ссылок в трудовые лагеря уничтожался цвет белорусской культуры. Неопубликованные рукописи литераторов сжигали.
В ходе усилившейся в 1930-х годах русификации наблюдались процессы, имевшие различные формы и темпы, различавшиеся реакцией на них со стороны различных этносов, что определялось тем, к каким лингвистическим группам они относятся, имелись ли различия или сходство с русскими в образе жизни и хозяйствования, имелось ли смешанное, чересполосное, раздельное с русскими расселение. У восточнославянских нерусских народов СССР — белорусов и украинцев — в связи с близким родством этих народов с русскими, процесс русификации был близок в большинстве аспектов. В процессе же русификации неславянских народов — тюркских, финно-угорских, кавказских, балтийских, северных — наблюдались существенные различия в формах, методах и масштабах этих процессов.
С середины 30-х годов и до начала Великой Отечественной войны в регионах с компактным проживанием белорусов за пределами собственно Белорусской ССР происходило массовое закрытие белорусских школ, так только в Смоленской области РСФСР за этот период были закрыты либо переведены на русский язык обучения все 99 ранее созданных белорусских школ. В то же время, согласно официальной статистике, из 6817 начальных и средних школ БССР, давших Госплану сведения о языке обучения, только 3,2 % проводили обучение на русском языке.
Реализация языковой политики в БССР проводилась в двух направлениях, которые взаимно дополняли друг друга:
1. Сужение сферы употребления белорусского языка в публичной жизни и замена его русским[источник не указан 773 дня];
2. Всесторонняя русификация белорусского языка, допущенного до публичного употребления. Так, в 1933 году было принято постановление СНК БССР «Об изменениях и упрощении белорусского правописания», касавшееся не только орфографии, но и фонетических и морфологических особенностей белорусского языка[44][61].

Процесс русификации был приостановлен в 1939 году.
Согласно официальной статистике Госплана, изданной в 1940 году, с 9367 тысяч (1933 г.) тираж книг на белорусском языке вырос до 12319 тысяч (1938 г.) при общем тираже в БССР 10253 тысяч и 14674 соответственно; в 1933 году 22 из 23 журналов БССР были на белорусском, а в 1938 году — 10 из 14. Далее процент печатных изданий на белорусском языке постепенно снижался: как утверждает белорусский историк Валентин Мазец, если в 1946 году тираж журналов на русском языке в БССР составлял 1 % то, к 1955 году он достиг 31 %. В 1970 году общий тираж книг, издаваемых на белорусском языке, составлял 9 млн экз., а русскоязычных — 16 млн экземпляров.
Книги на белорусском языке в 1933, 1938, 1950, 1965 и 1970 годах соответственно составляли 91 %, 84 %, 85 %, 31 % и 37 % от общего числа книг, печатаемых в Белоруссии. Газеты: 90 %, 81 %, 85 %, 57 % и 38 %. А вот доля журналов с 1950 года, наоборот, увеличивалась: 74 % (1950), 75 % (1965) и 81 % (1970).
В 1958 году в БССР была издана 1191 книга и брошюра общим тиражом 14,5 миллионов экземпляров, из которых на белорусском языке было издано 8,8 миллионов экземпляров; в 1989 году было издано 2980 книг и брошюр общим тиражом 59 миллионов экземпляров, из которых 396 книг и брошюр общим тиражом 9,3 миллиона экземпляров были изданы на белорусском языке.
В 1958 году была проведена школьная реформа, согласно которой родители получили право выбора языка обучения и право определять, нужно ли их детям учить национальный язык. В результате количество национальных школ и учеников в них резко сократилось. Так, в 1969 году в БССР не изучали белорусский язык 30 % школьников, а в Минске — 90 %. Исследователи объясняли это явление тем, что родители ради блага детей предпочитали давать им образование на том языке, который будет способствовать продолжению образования в русскоязычных средних специальных и высших учебных заведениях как в самой Белоруссии, так и за её пределами, что в конечном счёте должно было бы создавать предпосылки для успешной карьеры. Как отмечает В. М. Алпатов:

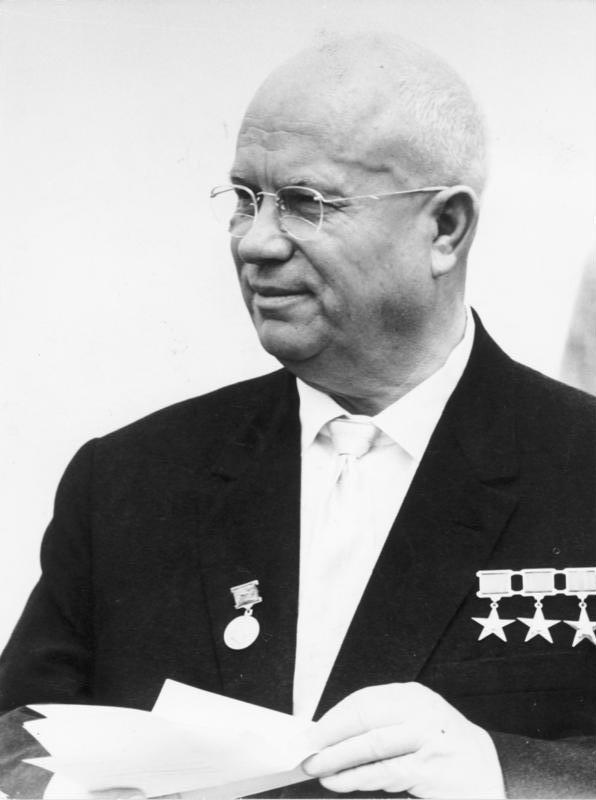
Никита Сергеевич Хрущёв

«Тем самым возникала парадоксальная на первый взгляд ситуация: многие национальные школы держались больше на поддержке сверху, иногда происходившей по инерции, тогда как снизу шло стремление к переходу на обучение на русском языке (не исключавшее изучения материнского языка в качестве предмета)»

Наибольшее же вытеснение белорусского языка происходило в 1960—70-е годы. Широкая дискуссия о методах обучения русскому языку в национальных республиках закончилась в августе 1956 года межреспубликанской конференцией в Ташкенте, где было отмечено, что русский язык стал всем советским народам «вторым родным языком» и средством обогащения лексики национальных языков. Развернувшаяся после этого кампания внедрения русского языка во все сферы жизни национальных республик встретила протест части национальной интеллигенции, которая после XX съезда партии начала высказываться свободнее. Даже высшее руководство БССР высказывалось с осуждением масштабов русификации. В январе 1959 года на приёме в честь сорокалетия БССР, на который приехал Н. С. Хрущёв, первый секретарь ЦК КПБ К. Мазуров выступил с речью на белорусском языке. Хрущев был возмущён, почему речь была не по-русски. Чуть позже Хрущев высказался ещё более определённо: «Чем скорее мы все будем говорить по-русски, тем быстрее построим коммунизм». После этого началось вытеснение белорусского языка с тех позиций, которые он ещё занимал, особенно усилившееся после смены первого секретаря ЦК КПБ П. Машеровым в 1965 году. Среди мер по поддержке белорусского языка со стороны КПСС были учреждение издательств «Беларуская Савецкая Энцыклапедыя» (1967) и «Мастацкая літаратура» (1972), Минского института культуры (1975).
26 мая 1983 было принято постановление ЦК КПСС и Совета Министров СССР, об увеличении зарплаты учителей русского языка в белорусскоязычных школах. Постановление предусматривало с января 1984 года увеличение на 15 % зарплаты учителей подготовительных и вторых-третьих классов, которые знали русский язык, и учили русскому языку и литературе в 4—11 классах общеобразовательных школ всех типов.

## Языковая политика в Республике Беларусь после 1991 года

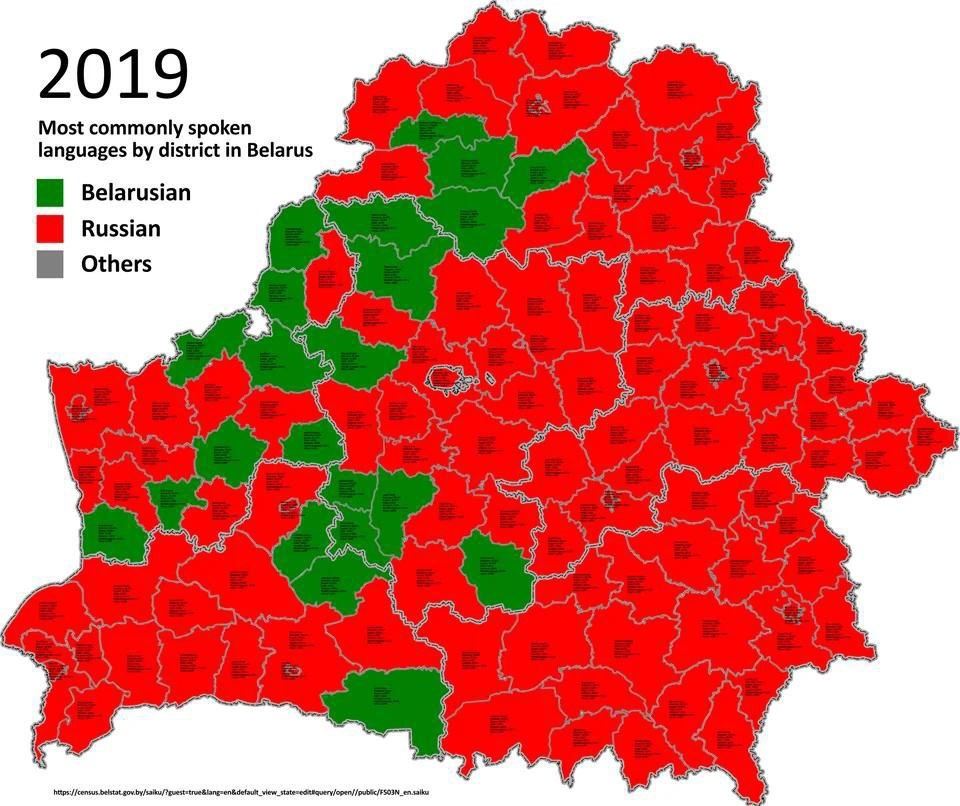
Языки общения в Беларуси по переписи 2019 года. Белорусскоязычное население на момент проведения переписи преобладало лишь в 22 из 118 районов республики

С конца 1980-х годов началось так называемое Второе белорусское возрождение. 26 января 1990 года был принят закон «О языках в Белорусской ССР», придавший белорусскому языку статус единственного государственного, а русский язык квалифицировался в законе как «язык межнационального общения народов Союза ССР». Уже в сентябре Совет Министров БССР принял Государственную программу развития белорусского языка и других национальных языков. Согласно Закону о языках Республика Беларусь «обеспечивает всестороннее развитие и функционирование белорусского языка во всех сферах общественной жизни», «проявляет государственную заботу о свободном развитии и употреблении всех национальных языков, которыми пользуется население республики», «обеспечивает право свободного пользования русским языком как языком межнационального общения народов», «создает гражданам Республики Беларусь необходимые условия для изучения белорусского и русского языков и совершенного владения ими».
Принятие Закона о языках было мерой защиты языка, который на глазах вытесняется русским языком.
Статус государственного позволяет восстановить этнический язык хотя бы в узкой сфере официально-канцелярских бумаг и тем остановить его общее вытеснение из жизни. Как замечает Н. Б. Мечковская:

«При известной неопределённости и в целом толерантности белорусского Закона о языках, который, в частности, гарантирует гражданам право обращаться в органы власти на любом языке (ст. 3), государственный статус белорусского языка отнюдь не ущемляет права русскоязычного населения (как, конечно, и не может обеспечить использование белорусского языка в повседневном общении). Но даже эта норма не поддерживается большинством жителей. Выступая за двуязычие, большинство населения Беларуси (в том числе большинство белорусов) фактически высказывается за сохранение существующих тенденций в языковой ситуации и, следовательно, смиряется с вытеснением белорусского русским»
После провозглашения независимости начали приниматься активные меры по вытеснению русского языка белорусским, или скорее по приостановлению вытеснения белорусского языка русским. Но после того как в 1994 году президентом Беларуси стал А. Г. Лукашенко, вопрос о языках был вынесен в 1995 году на всенародный референдум. На вопрос «Ці згодны Вы з наданнем рускай мове роўнага статусу з беларускай?», 83,3 % принявших участие в голосовании ответили «да»; и только 12,7 % ответили «нет». После референдума форсированный переход на белорусский язык прекратился и начался обратный процесс.
Если по данным переписи 1999 года преимущественно белорусскоязычными все ещё являлись Минская и Гродненская области, а преимущественно русскоязычными — город Минск и Витебская, Могилёвская, Гомельская и Брестская области, то по данным переписей 2009 и 2019 годов преимущественно русскоязычными являлись уже все области Беларуси и её столица.
По мнению Рады Белорусской Народной Республики (правительства в изгнании), сегодня русификаторская политика проводится режимом Лукашенко:

Способствуя московским стремлениям, лукашенковский режим уничтожает в Беларуси всё белорусское. Государственное телевидение и радио переведены на русский язык, ликвидируются белорусскоязычные издания, национально ориентированные писатели лишены возможности печататься в государственных издательствах. Во многих населенных пунктах дети лишены возможности учиться по-белорусски, так как белорусскоязычные классы ликвидированы. Русификация сегодня в Беларуси проводится так интенсивно впервые после проведения разрушительной политики российского царизма в 19-м веке.
Оригинальный текст (бел.)Спрыяючы маскоўскім памкненьням, лукашэнкаўскі рэжым нішчыць у Беларусі ўсё беларускае. Дзяржаўнае тэлебачаньне і радыё пераведзеныя на расейскую мову, ліквідуюцца беларускамоўныя выданьні, нацыянальна арыентаваныя пісьменьнікі пазбаўленыя магчымасьці друкавацца ў дзяржаўных выдавецтвах. У шмат якіх населеных пунктах дзеці пазбаўленыя магчымасьці вучыцца па-беларуску, бо беларускамоўныя клясы ліквідаваныя. Русыфікацыя сёньня ў Беларусі праводзіцца гэтак інтэнсіўна ўпершыню пасьля правядзеньня зьнішчальнай палітыкі расейскага царызму ў 19-м стагодзьдзі.

После прихода к власти Александра Лукашенко в стране практически каждый год сокращается доля учащихся на белорусском языке. Так, в 1994/95 учебном году общее среднее образование на белорусском языке получали 40,6 % белорусских школьников, в 2005/06 учебному году — 23,3 %, в 2017/18 учебном году — 12,2 %, в 2020/21 учебном году — 10,2 %, в 2021/22 учебном году — 9,5 %, в 2023/24 учебном году — 8,6 %.
В 2018/19 учебном году в Беларуси только 9,7 % первоклассников (и 11,1 % всех школьников) учились в белорусскоязычных классах — 53,7 % первоклассников в сельской местности и лишь 1,4 % первоклассников в городской местности.
Согласно опросу, проведённому Chatham House с 24 января по 3 февраля 2023 года, 16 % белорусов были согласны с утверждением, что белорусский язык должен быть единственным государственным языком Беларуси, 70 % — не согласны.
Согласно опросу, проведённому в декабре 2023 года, 41 % белорусов считали, что «белорусы являются отдельной нацией с собственной историей и культурой», в то время как 55 % — что «белорусы, русские и украинцы являются частью триединой славянской нации».
По данным Национального статистического комитета Республики Беларусь, в 2024/25 учебном году из 1 080 159 учащихся в дневных учреждениях общего среднего образования Беларуси 88 885 (8,23 %) обучались на белорусском языке, тогда как 991 274 (91,77 %) — на русском.

## Оценки русификации
Политика русификации в современной белорусской историографии оценивается неоднозначно. Согласно белорусскому историку Леониду Лычу, русификация — целенаправленная политика властей Российской империи и СССР по сознательному отрыву белорусского народа от исторических традиций, родной культуры и языка и насаждению русского языка и культуры.
Иной оценки придерживается кандидат политических наук Всеволод Шимов. По его мнению, широкое использование русского языка в Беларуси вовсе не является следствием политики русификации. Шимов аргументирует, что русский язык естественным образом занял нишу языка городской культуры в Беларуси, которая до этого никогда не функционировала на белорусском языке, созданном относительно поздно на основе региональных деревенских говоров. Он указывает на то, что восприятие русского языка как общевосточнославянского (общерусского) литературного стандарта — «наследника» церковнославянского и древнерусского — было вполне органичным для местного православного населения.
В результате русификации (или советизации в годы СССР) белорусский язык практически утратил своё значение. Он имеет только декоративные функции. Многовековая дискретизация значительно повлияла на исключение его популярности среди белорусов. По данным ЮНЕСКО, белорусский язык относится к группе языков, которой грозит исчезновение. Репрессии против белорусских литераторов, интеллигенции, а также представителей образования и науки, исключили создание значимых произведений белорусского искусства и культуры.
В декабре 2020 года компания Synesis Group была включена в «Чёрный список ЕС» в том числе и за запрет своим сотрудникам общаться на белорусском.